# Isòtops de l'urani
L'urani (U) natural no presenta cap isòtop estable però té dos isòtops primordials, l'238U amb un període de semidesintegració de 4,51 x 10⁹ anys (pràcticament l'edat de la Terra i l'235U amb un període de semidesintegració de 7,13 x 108 anys i que es troben en quantitats apreciables en l'escorça terrestre, juntament amb el producte de desintegració 234U, tots tres radioactius. L'238U té una abundància natural del 99,28%, l'235U del 0,71% i l'234U del 0,0054%.
L'238U és un emissor α, desintegrant-se en la sèrie de l'urani de 18 membres a plom 206 La relació constant de desintegració en aquestes sèries són útils en datació radiomètrica. L'233U es fa del 232To per bombardeig de neutrons.
L235U és important tant per les reaccions nuclears com per a les armes nuclears, ja que és l'únic isòtop existent a la natura que és físsil, és a dir, que es pot trencar per neutrons tèrmics. L'isòtop 238U també és important perquè absorbeix neutrons per produir un isòtop radioactiu que es desintegra posteriorment en 239Pu que també és físsil.
La massa atòmica mitjana de l'urani natural és 238,02891(3) u.
Històricament els isòtops d'urani es coneixien com: 
- urani II, 234U
- actino-urani, 235U
- urani I, 238U

## Taula
| Símbol del núclid | Z(p)                | N(n)                | massa isotòpica(u)  | període de semidesintegració | Espín nuclear | composició isotòpics representativa (fracció molar) | rang de variació natural (fracció molar) |
| Símbol del núclid | energia d'excitació | energia d'excitació | energia d'excitació | període de semidesintegració | Espín nuclear | composició isotòpics representativa (fracció molar) | rang de variació natural (fracció molar) |
| ----------------- | ------------------- | ------------------- | ------------------- | ---------------------------- | ------------- | --------------------------------------------------- | ---------------------------------------- |
| 217U              | 92                  | 125                 | 217.02437(9)        | 26(14) ms [16(+21-6) ms]     | 1/2-#         |                                                     |                                          |
| 218U              | 92                  | 126                 | 218.02354(3)        | 6(5) ms                      | 0+            |                                                     |                                          |
| 219U              | 92                  | 127                 | 219.02492(6)        | 55(25) µs [42(+34-13) µs]    | 9/2+#         |                                                     |                                          |
| 220U              | 92                  | 128                 | 220.02472(22)#      | 60# ns                       | 0+            |                                                     |                                          |
| 221U              | 92                  | 129                 | 221.02640(11)#      | 700# ns                      | 9/2+#         |                                                     |                                          |
| 222U              | 92                  | 130                 | 222.02609(11)#      | 1.4(7) µs [1.0(+10-4) µs]    | 0+            |                                                     |                                          |
| 223U              | 92                  | 131                 | 223.02774(8)        | 21(8) µs [18(+10-5) µs]      | 7/2+#         |                                                     |                                          |
| 224U              | 92                  | 132                 | 224.027605(27)      | 940(270) µs                  | 0+            |                                                     |                                          |
| 225U              | 92                  | 133                 | 225.02939#          | 61(4) ms                     | (5/2+)#       |                                                     |                                          |
| 226U              | 92                  | 134                 | 226.029339(14)      | 269(6) ms                    | 0+            |                                                     |                                          |
| 227U              | 92                  | 135                 | 227.031156(18)      | 1.1(1) min                   | (3/2+)        |                                                     |                                          |
| 228U              | 92                  | 136                 | 228.031374(16)      | 9.1(2) min                   | 0+            |                                                     |                                          |
| 229U              | 92                  | 137                 | 229.033506(6)       | 58(3) min                    | (3/2+)        |                                                     |                                          |
| 230U              | 92                  | 138                 | 230.033940(5)       | 20.8 d                       | 0+            |                                                     |                                          |
| 231U              | 92                  | 139                 | 231.036294(3)       | 4.2(1) d                     | (5/2)(+#)     |                                                     |                                          |
| 232U              | 92                  | 140                 | 232.0371562(24)     | 68.9(4) y                    | 0+            |                                                     |                                          |
| 233U              | 92                  | 141                 | 233.0396352(29)     | 1.592(2)×10⁵ y               | 5/2+          |                                                     |                                          |
| 234U              | 92                  | 142                 | 234.0409521(20)     | 2.455(6)×10⁵ y               | 0+            | [0.000054(5)]                                       | 0.000050-0.000059                        |
| 234mU             | 1421.32(10) keV     | 1421.32(10) keV     | 1421.32(10) keV     | 33.5(20) µs                  | 6-            |                                                     |                                          |
| 235U              | 92                  | 143                 | 235.0439299(20)     | 7.04(1)×108 y                | 7/2-          | [0.007204(6)]                                       | 0.007198-0.007207                        |
| 235mU             | 0.0765(4) keV       | 0.0765(4) keV       | 0.0765(4) keV       | ~26 min                      | 1/2+          |                                                     |                                          |
| 236U              | 92                  | 144                 | 236.045568(2)       | 2.342(3)×107 y               | 0+            |                                                     |                                          |
| 236m1U            | 1052.89(19) keV     | 1052.89(19) keV     | 1052.89(19) keV     | 100(4) ns                    | (4)-          |                                                     |                                          |
| 236m2U            | 2750(10) keV        | 2750(10) keV        | 2750(10) keV        | 120(2) ns                    | (0+)          |                                                     |                                          |
| 237U              | 92                  | 145                 | 237.0487302(20)     | 6.75(1) d                    | 1/2+          |                                                     |                                          |
| 238U              | 92                  | 146                 | 238.0507882(20)     | 4.468(3)×10⁹ y               | 0+            | [0.992742(10)]                                      | 0.992739-0.992752                        |
| 238mU             | 2557.9(5) keV       | 2557.9(5) keV       | 2557.9(5) keV       | 280(6) ns                    | 0+            |                                                     |                                          |
| 239U              | 92                  | 147                 | 239.0542933(21)     | 23.45(2) min                 | 5/2+          |                                                     |                                          |
| 239m1U            | 20(20)# keV         | 20(20)# keV         | 20(20)# keV         | >250 ns                      | (5/2+)        |                                                     |                                          |
| 239m2U            | 133.7990(10) keV    | 133.7990(10) keV    | 133.7990(10) keV    | 780(40) ns                   | 1/2+          |                                                     |                                          |
| 240U              | 92                  | 148                 | 240.056592(6)       | 14.1(1) h                    | 0+            |                                                     |                                          |
| 241U              | 92                  | 149                 | 241.06033(32)#      | 5# min                       | 7/2+#         |                                                     |                                          |
| 242U              | 92                  | 150                 | 242.06293(22)#      | 16.8(5) min                  | 0+            |                                                     |                                          |